# Turisas2013
Turisas2013 es el cuarto álbum de estudio de la banda finlandesa de Folk Metal Turisas, fue publicado el 21 de agosto de 2013.

## Lista de canciones
1. "For Your Own Good"
2. "Ten More Miles"
3. "Piece by Piece"
4. "Into the Free"
5. "Run Bhang-Eater, Run!"
6. "Greek Fire"
7. "The Days Passed"
8. "No Good Story Ever Starts with Drinking Tea"
9. "We Ride Together"

## Formación
- Mathias Nygård – Voz
- Jussi Wickström – Guitarra eléctrica
- Jesper Anastasiadis – Bajo
- Jaakko Jakku – Batería
- Olli Vänskä – Violín
- Robert Engstrand – Teclado

- Datos: Q15079459